# Arīs Voudourīs
Arīs Voudourīs (in greco: Αρης Βουδούρης; Salonicco, 1927 – Atene, 4 marzo 1990) è stato un imprenditore greco.
Nonostante la sua abilità negli affari, Arīs Voudourīs è passato alla storia per essere stato il fondatore del quotidiano Eleftheros Typos, tuttora tra i più seguiti in Grecia.

## Gli anni giovanili
Il padre era farmacista. Studiò all'Università Pantio di Atene dove si laureò in scienze politiche. Partecipò alla guerra civile schierandosi nell'organizzazione partigiana EAM. Finita la guerra continuò a interessarsi di politica e si impiegò al ministero del commercio. Nel 1955 si sposò con Lilian Trivizà nata a Corfù nel 1932

## Il primo affare
Negli anni della dittatura dei colonnelli conobbe Sokratis Kokkalis e collaborò con lui alla vendita di materiale elettronico e macchinari tipografici provenienti dall'Unione Sovietica e da altri paesi del blocco comunista. Nel 1976 la collaborazione fra i due uomini d'affari si sciolse.

## La prima azienda
Arīs Voudourīs mise su due imprese di macchine escavatrici e lavorava soprattutto grazie ad appalti affidatigli da aziende di stato greche. Era anche un bravo mediatore d'affari per conto di imprenditori stranieri che cercavano appalti in Romania.

## L'irruzione nel mondo dei Media
Quando sentì di aver guadagnato abbastanza denaro lasciò il mondo degli affari per dedicarsi a un suo sogno giovanile, quello di avere un quotidiano tutto suo.
Nel 1978 acquistò il 49% delle azioni del quotidiano Eleftherotypia diretto da Christos Tegopoulos ma se ne pentì subito dopo. Liquidò quindi le sue azioni per fondare a Salonicco nel 1981 il quotidiano filosocialista "Egnatia" e due anni più tardi ad Atene il quotidiano Eleftheros Typos che invece sosteneva il partito di destra Nea Dimokratia.

## L'incidente mortale
Il 4 marzo 1990 Arīs Voudourīs morì insieme alla moglie Lilian in un tragico incidente automobilistico sul viale Vouliagmenis di Atene.
Per sue precise disposizioni testamentarie Il quotidiano Eleftheros Typos passò ad una fondazione della stampa che a sua volta dipendeva dalla più grande fondazione Lilian Voudouri.